# Ervín Križan
Ervín Križan (23. ledna 1924
 – 30. září 1997) byl slovenský fotbalista.

## Fotbalová kariéra
V československé lize hrál za Spartak Trnava. Gól v lize nedal.

## Ligová bilance
| Ročník                                     | Zápasy | Góly | Klub             |
| ------------------------------------------ | ------ | ---- | ---------------- |
| Státní liga 1947/48                        | -      | 0    | TŠS Trnava       |
| Státní liga 1948                           | -      | 0    | NV Trnava        |
| Celostátní československé mistrovství 1950 | -      | 0    | Kovosmalt Trnava |
| Mistrovství československé republiky 1952  | -      | 0    | Kovosmalt Trnava |
| Přebor československé republiky 1955       | 20     | 0    | Spartak Trnava   |
| CELKEM 1. liga                             | -      | 0    |                  |